# Stjerneskærm
Stjerneskærm (Astrantia) er udbredt i Europa, Lilleasien og Kaukasus. Det er en lille slægt med forholdsvis få arter. De har en grundstillet roset af håndfligede blade og oprette, forgrenede skud med små stande af tætte skærme, hvor svøbbladene er farvede. Her omtales kun de arter, som er naturaliseret i Danmark, eller som dyrkes her.
| Beskrevne arter |

- Tysk stjerneskærm (Astrantia bavarica)
- Stor stjerneskærm (Astrantia major)
- Kaukasisk stjerneskærm (Astrantia maxima)

| Andre arter |

- Astrantia carniolica
- Astrantia colchica
- Astrantia minor